# Благочестивая Марта (фильм)
«Благочестивая Марта» — советский двухсерийный музыкальный комедийный телефильм, снятый на Киностудии «Ленфильм» режиссёром Яном Фридом по мотивам одноимённой комедии Тирсо де Молина (1571—1648) (перевод Михаила Донского). Съёмки фильма проходили с апреля и до конца лета 1980 года в павильонах киностудии «Ленфильм».
Фильм создан по заказу Государственного Комитета Совета Министров СССР по телевидению и радиовещанию. Телевизионная премьера фильма состоялась 6 декабря 1980 года.

## Сюжет
Испания, XVII век. Два студента, Фелипе и Пастрана, которые бросили надоевший университет, решают поискать счастья в Мадриде. Фелипе влюбляется в донью Марту, уже сосватанную за друга её отца — старого капитана Урбину. В Фелипе же влюбляются и Марта, и младшая сестра Лусия. Желая защитить честь Марты, её брат Антонио нападает на певшего около их дома серенаду Фелипе и погибает от его руки. Отец Марты дон Гомес говорит у трупа сына, что убийца будет схвачен и казнён. Марта использует смерть брата, чтобы оттянуть венчание с Урбиной.
Урбина приглашает Гомеса и его дочерей в Ильескас, где он недавно купил дом. Там предстоит праздник и пройдёт коррида. Там же скрывается Фелипе, которого не оставил его друг Пастрана. Марте удаётся встретиться с Фелипе и поговорить с ним.
Во время корриды племянник Урбины, поручик, падает с коня, и в бой вмешивается Фелипе, убивающий быка. Оказывается, что поручик — это его друг детства, который лишь недавно вернулся в Испанию. Он любит Лусию. В разговоре выясняется, что Урбина разбогател за морем.
В доме у Урбины, после того как скрывавшийся в толпе Фелипе спел свою песню, Марта говорит, что недавно ей явилось небесное знамение и она поклялась хранить невинность. В Мадриде она изображает глубокую набожность, помогает нищим, собирается открыть для них лазарет. Ей удаётся пустить Фелипе к себе в дом под видом больного студента Нибенимеды, который будет учить её латыни. Фелипе из осторожности необходимо изображать любовь к, естественно, узнавшей его Лусии, которая и без того запуталась в своей любви к нему и к поручику.
Пастрана, уже второй раз придя к Гомесу под именем представителя севильской служебной палаты дона Хуана Уртадо, сообщает, что убийца пойман, тому уже объявлен приговор и предлагает отправиться в Севилью. Гомес охотно соглашается, а Урбина едет проводить его до Ильескаса. Пастрана радостно говорит Фелипе и Марте, что оба старика через час покинут Мадрид, и это позволяет спокойно обвенчаться. Но и его друг, и возлюбленная друга не согласны на такое. Марта идёт к капитану Урбине и признаётся в своём притворстве. Оказалось, что Урбина разгадал её и сам чувствует себя виноватым, поскольку пыл страсти подходит юности, а не старости. Подошедшему Гомесу капитан объясняет, что Фелипе невиновен в убийстве, и обещает дать хорошее приданое обеим сёстрам. Фелипе говорит Гомесу, что, будучи отчасти виноват в смерти его сына, сам станет ему сыном. Лусия выходит замуж за поручика, а Пастрана женится на свояченице Гомеса Инес, чего оба давно уже хотели.
Сценарий фильма отличается от пьесы (изменены или удалены некоторые сюжетные ходы).

## В ролях
- Маргарита Терехова — донья Марта (вокал — Елена Каменская)
- Эммануил Виторган — дон Фелипе (вокал — Макар Алпатов)
- Николай Караченцов — Пастрана
- Светлана Тома — донья Лусия (озвучивание — Ирина Мазуркевич, вокал — Светлана Тома)
- Владислав Стржельчик — дон Гомес
- Екатерина Райкина — донья Инес
- Павел Кадочников — капитан Урбина
- Олег Видов — поручик
- Пётр Кадочников — дон Антонио

## Съёмочная группа
- Авторы сценария — Михаил Донской, Ян Фрид
По мотивам одноимённой комедии Тирсо де Молины
- Режиссёр-постановщик — Ян Фрид
- Главный оператор — Эдуард Розовский
- Главный художник — Семён Малкин
- Художник по костюмам — Татьяна Острогорская
- Композитор — Геннадий Гладков
- Авторы текстов песен — Михаил Донской и Инна Чежегова
- Звукооператор — Алиакпер Гасан-Заде